# Забайкальские областные ведомости
«Забайка́льские областны́е ве́домости» — газета, выходившая в Чите с 1865 по 1919 год.

## История
Газета «Забайкальские областные ведомости» выходила в Чите еженедельно(до 1897 года, далее - 2-3 раза в неделю) с 1 октября 1865 по 1919 год. Издание выходило в двух частях: официальной (в которой публиковались официальные приказы и распоряжения) и неофициальной (местная хроника, этнографические очерки, материалы по истории региона, некрологи и другие материалы). 

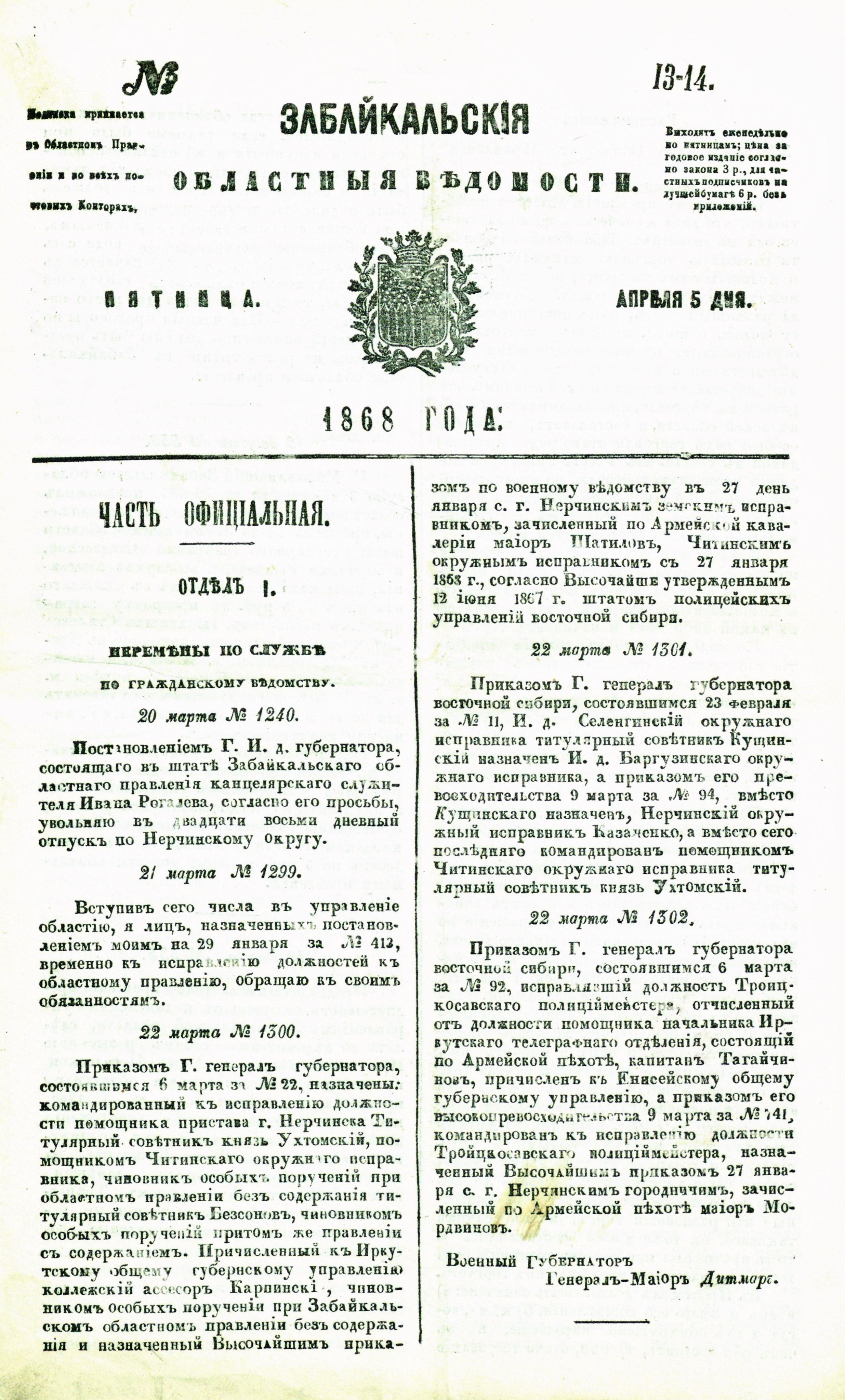

С 15 марта 1917 года выходила под заглавием «Известия Забайкальского областного комитета общественной безопасности» (№ 1 (15 марта) - 79 (29 июня), далее - «Известия Забайкальского областного комитета общественной безопасности и Исполнительного комитета Совета рабочих, солдатских и сельских депутатов». В 1919 году вышло несколько номеров «Забайкальских областных ведомостей». C 10 августа 1919 года взамен выходил «Вестник Забайкалья».

## Редакторы
- Иван Стефанович Предэйн (1886)
- Н.Д. Карамышев (с номера 119 за 1902 год), официальная и неофициальная часть
- П.А. Арбенев (с номера 228 за 1905 год)
- Попов (с номера 12 за 1906 год по номер 2 за 1907 год), неофициальная часть;
- И. Устюжанин (с номера 3 за 1907 года);
- Ждан-Пушкин (с номера 80 за 1912 год);
- Смиренин (с номера 19 за 1913 год по номер 97 за 1914 год);
- Чучалов (с номера 98 за 1914 год);